# Mickie James
Mickie Laree James-Aldis (født August 31, 1979) er en amerikansk professional wrestler, skuespillerinde, model og sangerinde. Hun performer for WWE under ringnavnet Mickie James, og optræder for Smackdown Live brandet.